# Lý Vạn Khánh
Lý Vạn Khánh (giản thể: 李万庆; phồn thể: 李萬慶; bính âm: Lǐ Wànqìng, ? – 1642), xước hiệu là Xạ tháp thiên, người An Hóa (có thuyết Duyên An), Thiểm Tây, từng tham dự đại hội Huỳnh Dương, thủ lĩnh khởi nghĩa nông dân cuối đời Minh, về sau quy thuận triều đình.

## Quá trình hoạt động

### Tham gia khởi nghĩa
Năm Sùng Trinh đầu tiên, ông tham gia phong trào khởi nghĩa nông dân ở Thiểm Tây, chuyển sang Sơn Tây, Kỳ Nam, Hà Bắc, vượt Hoàng Hà tàn hại Hà Nam, ra vào Hồ Quảng, Tứ Xuyên, quay về Vân Dương, vào Hưng An, cùng các thủ lĩnh khác bị vây khốn ở Xa Tương Hạp. Sau khi thoát hiểm, lại càng hung hăng.
Mùa xuân năm thứ 8 (1635), Vạn Khánh tham dự đại hội Huỳnh Dương, sau đó cùng Hứa Khả Biến giúp Mã Tiến Trung, "Hoành thiên vương" chống lại quan quân của Thiểm Tây. Ông ra vào Hà Nam, Hồ Quảng, là một trong những cánh nghĩa quân được gọi là Dự Sở thập ngũ gia.
Mùa xuân năm thứ 11 (1638), Lưu Quốc Năng, Trương Hiến Trung đầu hàng triều đình, 15 cánh nghĩa quân chỉ còn 13, thế lực yếu đi. Nhưng tổng đốc Hùng Văn Xán ngồi giữ Đức An, không thừa thắng đuổi đánh, nên bọn Vạn Khánh lại chấn hưng. Tháng 8, Mã Tiến Trung, Mã Quang Ngọc đại bại ở Đồng Quan. Tháng 9, nghĩa quân Vân, Tương đại bại ở Song Câu, La Nhữ Tài soái 9 doanh chạy đi Quân Châu, Vạn Khánh soái 3 doanh chạy đi Quang, Cố. Tháng 11, Nhữ Tài xin hàng, Lý Tự Thành cũng đại bại ở Quan Nội, thế lực nghĩa quân càng yếu. Ông nhờ Mã Sĩ Tú, Đỗ Ứng Kim cướp được tài sản của Tả Lương Ngọc, trở nên giàu mạnh, đóng trại ở Ma Thành, rồi dời đi Tín Dương.

### Đầu hiệu triều đình
Tháng giêng năm thứ 12 (1639), Vạn Khánh thua trận, dời đi Ứng Sơn, Đức An. Gặp lúc thủ lĩnh nghĩa quân các nơi người chết, kẻ đầu hàng, còn lại thì trốn vào núi sâu hay bỏ chạy sang những nơi xa xôi thuộc Thiểm Tây hay Tứ Xuyên, khiến ông trở nên cô thế. Hùng Văn Xán lệnh cho Tả Lương Ngọc tấn công nghĩa quân ở Diêu Lương thuộc huyện Đường. Quan quân chia 3 doanh tiến vào Tam Sơn, bì tướng Vương Tu Chánh ham lợi bị giết, Văn Xán thu 2 doanh trở về, lệnh cho Lương Ngọc áp sát Nội Hương. Bọn Vạn Khánh ở gò Tứ Bình thành Xích Mi, dựa núi kết lũy xin hàng. Lương Ngọc không tin, bàn với Văn Xán, cất đại quân đến đánh, Lưu Quốc Năng cũng tham gia. Quan quân từ rừng Trương Gia, sông Thất Lý chia ra tấn công, nghĩa quân bỏ chạy. Lương Ngọc sai Quốc Năng đưa 20 kỵ binh dò xét, dụ hàng Vạn Khánh. Ông hứa bắt thủ lĩnh nghĩa quân Hứa Châu là Vu Nhữ Hổ mà về hàng, dưới thành Nội Hương giao ra 4000 người. Sĩ Tú, Ứng Kim thấy Tiến Trung, Vạn Khánh đã hàng thì sợ, cũng xin theo về. Có kẻ tên Lưu Hỷ Tài trong đêm đưa đầu "Thuận nghĩa vương" đến dâng. Tàn dư nghĩa quân lấy Hứa Khả Biến làm minh chủ, cùng bọn Hồ Khả Thụ đều hàng. Tháng 5, Hiến Trung, Nhữ Tài lại nổi dậy. Nhưng Vạn Khánh, Tiến Trung đã phân tán bộ hạ, không có ý khác. Ông nguyện tòng chinh lập công, được Quốc Năng cấp cho tiền bạc. Vạn Khánh nhận chức Phó tổng binh, cùng Quốc Năng giữ Vân Dương. Trong lúc bọn Hiến Trung làm cho Thục Trung đại loạn, địa giới Vân Dương không có việc gì.
Năm thứ 14 (1641), Hiến Trung hạ được Tương Dương, Vân Dương vẫn vững vàng.
Tháng giêng năm sau (1642), tổng đốc Uông Kiều Niên đánh dẹp nghĩa quân Lý Tự Thành, lấy Vạn Khánh đi theo. Đến Tương Thành, quan quân tan rã, nên phải chạy vào thành. Nghĩa quân vây đánh, giữ được 5 ngày thì thành vỡ, Kiều Niên tử trận, Tự Thành lấy cớ báo thù cho Vu Nhữ Hổ mà giết chết ông. Được tặng Đô đốc đồng tri, Vinh lộc đại phu, lập từ ở Tương Thành.